# Stictoleptura oblongomaculata
Stictoleptura oblongomaculata är en skalbaggsart som först beskrevs av Jean Baptiste Lucien Buquet 1840.  Stictoleptura oblongomaculata ingår i släktet Stictoleptura och familjen långhorningar. Inga underarter finns listade i Catalogue of Life.